# Ured predsjednika Republike Hrvatske
Ured predsjednika Republike Hrvatske državno je tijelo koje je osnovano i ustrojeno za obavljanje savjetodavnih, administrativnih, stručnih i drugih poslova u pripremi i skrbi oko priprema i provođenja odluka i akata koje donosi predsjednik Republike Hrvatske, te za obavljanje drugih Ustavom i zakonima utvrđenih ovlasti i obveza predsjednika. Sjedište ureda je u Zagrebu, Pantovčak 241, u kompleksu Predsjedničkih dvora.
Ured predsjednika Republike Hrvatske osnovao je tadašnji predsjednik Franjo Tuđman 19. siječnja 1991. Za vrijeme obnašanja dužnosti Kolinde Grabar-Kitarović promijenjen je naziv u Ured predsjednice Republike Hrvatske.

## Ustrojstvo
Radom Ureda upravlja predstojnik Ureda kojega imenuje i razrješava dužnosti predsjednik Republike. Predstojnik Ureda ima položaj visokoga državnog dužnosnika, a prema zaposlenima u Uredu i ovlasti čelnika tijela državne uprave.
U Uredu predsjednika Republike ustrojene su ove unutarnje ustrojstvene jedinice:
- Kabinet Predsjednika Republike, na čelu kojeg je pročelnik Kabineta
- Kabinet predstojnika Ureda;
- Savjetničko vijeće, unutar kojeg su ustrojeni sljedeći kabineti:
  - Kabinet za obranu i nacionalnu sigurnost;
  - Kabinet za vanjsku i europsku politiku;
  - Kabinet za politički sustav i civilno društvo;
  - Kabinet za ekonomiju, energiju i klimu;
  - Kabinet za obrazovanje, znanost, kulturu i mlade.
- Protokol Predsjednika Republike;
- Služba za odnose s javnošću;
- Tajništvo, u kojem su ustrojeni:
  - Služba za pravne i kadrovske poslove;
  - Služba za financijsko-planske poslove;
  - Služba za informatičke tehnologije;
  - Služba za odnose s građanima;
  - Služba za upravljanje imovinom i tehničke poslove
  - Služba za nabavu.

## Predsjednički dvori
Nakon raketiranja Banskih dvora 1991. godine, tadašnji predsjednik Tuđman seli svoj Ured na Pantovčak 241. Od tada je Ured predsjednika Republike smješten u bivšoj Vili Zagorje, danas Predsjedničkim dvorima. Vila se prostire na 3700 četvornih metara. Vila se počela graditi 1962. prema projektu Kazimira Ostrogovića i Vjenceslava Richtera. Vila je završena 1964. i kao dar hrvatskih komunista predana je Josipu Brozu Titu. 
Glavna zgrada na četiri etaže u rezidencijalnom parku postala je 1993. godine pretijesna, pa je Tuđman dao sagraditi još jednu zgradu na četiri kata (tzv. Aneks). 
Cijeli kompleks Predsjedničkih dvora, uključujući i park, prostire se na 100 tisuća metara četvornih. Aneks zgrada koju je 1993. dao izgraditi Tuđman prostire se na 3500 četvornih metara. Uz to, za potrebe predsjednika Republike na raspolaganju je i Vila Weiss, koja se sada zove Vila Prekrižje, koja služi kao reprezentativna vila. Također postoji još jedan prateći objekt u kojem su se smjestile službe osiguranja.

## Osoblje
U Uredu predsjednika Republike, za vrijeme mandata predsjednika Mesića, bilo je zaposleno 134 službenika i namještenika te 32 dužnosnika (politički imenovani - savjetnici i njihovi pomoćnici). Službenici i namještenici omogućavaju normalno funkcioniranje kompleksa.
Među zaposlenima u Uredu predsjednika, najveći dio - njih 90 - otpada na tzv. tehničku službu. U nju se ubraja 37 ugostiteljskih djelatnika. Tu su kuhari, pomoćni kuhar, konobari, slastičar, skladištari, ekonom. Na raznim poslovima unutarnjeg održavanja kompleksa radi 16 ljudi (spremačice, domaćica, pralja, krojač, cvjećarice). U predsjedničkom kompleksu radi i 12 vrtlara te jednako toliko ljudi zaduženih za tehničko održavanje, od klime i grijanja, preko električnih instalacija do domara zaduženog za brze priručne popravke. Na sve to, broju zaposlenih pribrojeni su i voditelji svake pojedine službe.
Ostali službenici rade na raznim ostalim poslovima: u protokolu, vojnom kabinetu, informiranju, pravnim i kadrovskim poslovima, odjelu za odlikovanja, odjelu za pritužbe, kabinetu predsjednika, kabinetu predstojnika Ureda.
Za osiguranje zaduženi su pripadnici Počasno zaštitne bojne.

## Ured predsjednika Republike Hrvatske po prestanku obnašanja dužnosti
Zakonom o posebnim pravima predsjednika Republike Hrvatske po prestanku obnašanja dužnosti uređena su posebna prava predsjednika Republike Hrvatske po prestanku obnašanja dužnosti. Sukladno važećem Zakonu, bivši predsjednik Republike ima pravo povratka na rad kod poslodavca kod kojeg je bio u radnom odnosu na neodređeno vrijeme prije početka obnašanja dužnosti ili kod poslodavca s kojim je zaključio poseban ugovor, ima pravo na ured te za obavljanje poslova ureda ima pravo na dva državna službenika, osobnog vozača i službeno osobno vozilo (pravo na ured može koristiti 5 godina po prestanku obnašanja dužnosti), dok u slučaju smrti troškove pogreba snosi Republika Hrvatska.
Prema tzv. Božićnom Ustavu iz 1990. godine, predsjednik Republike po isteku mandata postao bi, ako se izričito ne odrekne te dužnosti, doživotni član Županijskog doma Sabora Republike Hrvatske. Ta odredba je ukinuta promjenom Ustava Republike Hrvatske 2000. godine. Godine 2004., nekoliko mjeseci prije isteka prvog mandata predsjednika Mesića, uređena su prava predsjednika Republike Hrvatske po prestanku obnašanja dužnosti donošenjem novog Zakona o posebnim pravima predsjednika Republike Hrvatske po prestanku obnašanja dužnosti, prema kojem predsjednik Republike po prestanku obnašanja dužnosti imao pravo, ako on to zatraži, na trajno korištenje opremljenih uredskih prostorija, primjerenih za obavljanje aktivnosti i organizaciju sastanaka. Nekoliko mjeseci prije isteka drugog mandata predsjednika Mesića, Vlada Republike Hrvatske donijela je Uredbu, prema kojoj se po isteku mandata predsjednika Republike Mesića osniva Ureda predsjednika Republike Hrvatske po prestanku obnašanja dužnosti. Ured kao stručna služba, obavlja službeničke, administrativne i ostale poslove isključivo za potrebe bivšeg Predsjednika.
Za sjedište Ureda bivšeg predsjednika Republike odabrana je vila u Grškovićevoj ulici 13 u Zagrebu.
Predsjednik Josipović nije zatražio korištenje uredskih prostorija nakon isteka mandata.
Iako je prema ranijem Zakonu predsjednik Mesić mogao pravo na ured koristiti trajno, u svibnju 2016. donesena je izmjena i dopuna Zakona, prema kojoj mu je ukinuto pravo na ured, ali mu je ostavljeno pravo na fizičku zaštitu sukladno posebnim propisima.
Predsjednica Grabar-Kitarović zatražila je ostvarivanje prava na ured po prestanku obnašanja dužnosti.

## Vanjske poveznice
- www.predsjednik.hr